# IndyCar Series 2008
Die IndyCar Series 2008 war die 13. Saison der IndyCar Series und die 87. Meisterschaftssaison im US-amerikanischen Formelsport. Ursprünglich sollte sie in 16 Rennen ausgetragen werden. Durch den kurzfristigen „Zusammenschluss“ der IndyCar Series und der Champ Car World Series im Februar 2008 (Insolvenz der Champ Car) gab es aber einige Änderungen. Die Saison wurde zusätzlich durch drei ehemalige Champ Car-Events ergänzt. Folgende Rennen wurden in den Kalender aufgenommen: Long Beach, Edmonton und Surfers Paradise. In Long Beach fuhren aber nur die alten Champcar-Teams, während tags zuvor auf dem Twin Ring Motegi die alten IndyCar-Teams unterwegs waren. Das hatte vor allem den Hintergrund, dass die IRL aus dem, ursprünglich von Champ Car, geschlossenen Vertrag nicht herauskam und ein Rennen veranstalten musste. Punkte wurden für beide Veranstaltungen voll vergeben. Das Rennen in Surfers Paradise fand am Ende der Saison statt; es wurden aber keine Punkte vergeben, da Joliet von Tony George die schriftliche Zusage hatte, den Meister küren zu dürfen.

## Regeländerungen
In der Saison 2008 gab es sowohl für die Ovalrennen, als auch auf den Stadt- und Rundstrecken neue Qualifikationssysteme. Auf den Ovalkursen hatte man die traditionelle Indianapolis-Regel übernommen. Gerechnet wurde nun mit dem Durchschnitt von vier fliegenden Runden am Stück, die am Ende über die Startaufstellung entscheiden. Auf allen Rundkursen und Stadtrennen wurde am Samstagnachmittag in zwei Gruppen jeweils 20 Minuten lang um die schnellsten Zeiten gekämpft. Die besten Sechs jeder Gruppe zogen in das zweite Segment ein, alle anderen wurden anhand ihrer besten Rundenzeit ab Rang 13 einsortiert. Die verbleibenden zwölf Fahrzeuge nahmen an einer 15-minütigen zweiten Session teil. Nach Ablauf der Zeit hatten sich die besten Sechs für den letzten zehnminütigen Qualifikationsabschnitt qualifiziert, in welchem die Pole-Position ermittelt wurde.

## Teams und Fahrer
In dieser Saison fuhren wieder alle Fahrer mit einem Dallara-Honda und Einheitsreifen von Firestone. Ausnahme bildete das Rennen in Long Beach, bei dem nur die alten Champcar-Teams mit dem Panoz-DP01-Cosworth an den Start gingen.
Stand: 16. Oktober 2008
| Team                        | Nr. | Fahrer               | Anmerkungen                                                             |
| --------------------------- | --- | -------------------- | ----------------------------------------------------------------------- |
| Vision Racing               | 2   | A.J. Foyt IV         |                                                                         |
| Vision Racing               | 20  | Ed Carpenter         |                                                                         |
| Vision Racing               | 22  | Davey Hamilton       | nur Indy 500                                                            |
| Vision Racing               | 22  | Paul Tracy           | nur Edmonton                                                            |
| Penske Racing               | 3   | Hélio Castroneves    |                                                                         |
| Penske Racing               | 6   | Ryan Briscoe         |                                                                         |
| Panther Racing              | 4   | Vítor Meira          | nicht Surfers Paradise                                                  |
| Panther Racing              | 4   | Dan Wheldon          | nur Surfers Paradise                                                    |
| Dreyer & Reinbold Racing    | 23  | Milka Duno           | 11 Rennen (abwechselnd mit T. Bell, Indy beide)                         |
| Dreyer & Reinbold Racing    | 23  | Townsend Bell        | 7 Rennen (abwechselnd mit M. Duno, Indy beide, dort als #99)            |
| Dreyer & Reinbold Racing    | 15  | Buddy Rice           |                                                                         |
| Andretti Green Racing       | 7   | Danica Patrick       |                                                                         |
| Andretti Green Racing       | 11  | Tony Kanaan          |                                                                         |
| Andretti Green Racing       | 26  | Marco Andretti       |                                                                         |
| Andretti Green Racing       | 27  | Hideki Mutoh (R)     |                                                                         |
| Rahal Letterman Racing      | 17  | Ryan Hunter-Reay     |                                                                         |
| Rahal Letterman Racing      | 16  | Alex Lloyd           | nur Indy 500, Auto gemeinsam mit Ganassi eingesetzt                     |
| Chip Ganassi Racing         | 9   | Scott Dixon          |                                                                         |
| Chip Ganassi Racing         | 10  | Dan Wheldon          | nicht Surfers Paradise                                                  |
| Chip Ganassi Racing         | 10  | Dario Franchitti     | nur Surfers Paradise                                                    |
| A. J. Foyt Enterprises      | 14  | Darren Manning       | nicht Surfers Paradise                                                  |
| A. J. Foyt Enterprises      | 14  | Vítor Meira          | nur Surfers Paradise                                                    |
| A. J. Foyt Enterprises      | 41  | Jeff Simmons         | nur Indy 500                                                            |
| A. J. Foyt Enterprises      | 41  | Franck Perera (R)    | nur Chicagoland                                                         |
| Roth Racing                 | 25  | Marty Roth           | in Nashville als #24                                                    |
| Roth Racing                 | 24  | Jay Howard (R)       | alle Rennen bis Kansas, Watkins Glen                                    |
| Roth Racing                 | 24  | John Andretti        | ab Indy 500 bis einschl. Richmond                                       |
| Newman/Haas/Lanigan Racing* | 06  | Graham Rahal (R)     | ab St. Pete                                                             |
| Newman/Haas/Lanigan Racing* | 02  | Justin Wilson (R)    |                                                                         |
| Conquest Racing*            | 34  | Franck Perera (R)    | Homestead, St. Pete und Long Beach                                      |
| Conquest Racing*            | 34  | Jaime Camara (R)     | ab Kansas                                                               |
| Conquest Racing*            | 36  | Enrique Bernoldi (R) | bis Sonoma                                                              |
| Conquest Racing*            | 36  | Alex Tagliani        | ab Detroit                                                              |
| KV Racing Technology*       | 8   | Will Power (R)       |                                                                         |
| KV Racing Technology*       | 5   | Oriol Servià         |                                                                         |
| KV Racing Technology*       | 12  | Jimmy Vasser         | nur Long Beach                                                          |
| Luzco Dragon Racing         | 12  | Tomas Scheckter      | Kansas, Indy 500, Texas, Sonoma, Detroit und Chicagoland                |
| Sarah Fisher Racing         | 67  | Sarah Fisher         | Indy 500, Kentucky und Chicagoland                                      |
| Dale Coyne Racing*          | 18  | Bruno Junqueira      |                                                                         |
| Dale Coyne Racing*          | 19  | Mario Moraes (R)     |                                                                         |
| HVM Racing*                 | 33  | Ernesto Viso (R)     | wegen einer Mumps-Erkrankung nicht in Nashville dabei                   |
| Beck Motorsports            | 77  | Roger Yasukawa       | Motegi, Indy 500 (dort als #98 und in Quali gescheitert)                |
| Sam Schmidt Motorsports     | 44  | Max Papis            | nur Indy 500 (in Quali gescheitert)                                     |
| Pacific Coast Motorsports*  | 96  | Mario Domínguez      | Unregelmäßige Einsätze wegen Sponsorenprobleme                          |
| Pacific Coast Motorsports*  | 29  | Alex Figge           | nur Long Beach                                                          |
| Hemelgarn Racing            | 91  | Buddy Lazier         | nur Indy 500                                                            |
| American Dream Motorsport   | 88  | Phil Giebler         | Start beim Indy 500 geplant, nach Unfall im Training aber zurückgezogen |

*) ehemaliges Champ-Car-Team, das jetzt in der IndyCar Series fährt.
Einige der ehemaligen Champ-Car-Teams traten in Long Beach noch einmal an. Hierbei gab es einige Doppelungen bei den Startnummern.
| Team                   | Nr. | Fahrer           |
| ---------------------- | --- | ---------------- |
| Rocketsports           | 9   | Antonio Pizzonia |
| Rocketsports           | 10  | Juho Annala      |
| Minardi Team USA       | 4   | Nelson Philippe  |
| Minardi Team USA       | 14  | Roberto Moreno   |
| Forsythe/Pettit Racing | 37  | David Martínez   |
| Forsythe/Pettit Racing | 3   | Paul Tracy       |
| Forsythe/Pettit Racing | 7   | Franck Montagny  |
| Walker Racing          | 15  | Alex Tagliani    |

## Rennkalender
| Nr. | Datum        | Veranstaltung (Strecke)                                                   | Distanz (Meilen) | Platz 1           | Platz 2           | Platz 3           | Pole-Position     | Schnellste Runde  |
| --- | ------------ | ------------------------------------------------------------------------- | ---------------- | ----------------- | ----------------- | ----------------- | ----------------- | ----------------- |
| 1   | 29. März     | Gainsco Auto Insurance Indy 300 (Homestead) (O)                           | 297              | Scott Dixon       | Marco Andretti    | Dan Wheldon       | Scott Dixon       | Ryan Briscoe      |
| 2   | 6. April     | Honda Grand Prix of St. Petersburg (St. Petersburg) (T)                   | 149,4            | Graham Rahal      | Hélio Castroneves | Tony Kanaan       | Tony Kanaan       | Tony Kanaan       |
| 3   | 19. April    | Indy Japan 300 (Motegi) (O)                                               | 304              | Danica Patrick    | Hélio Castroneves | Scott Dixon       | Hélio Castroneves | Hélio Castroneves |
| *   | 20. April    | Toyota Grand Prix of Long Beach (Long Beach) (T)                          | 163,344          | Will Power        | Franck Montagny   | Mario Domínguez   | Justin Wilson     | Antonio Pizzonia  |
| 4   | 27. April    | RoadRunner Turbo Indy 300 (Kansas City) (O)                               | 304              | Dan Wheldon       | Tony Kanaan       | Scott Dixon       | Scott Dixon       | Scott Dixon       |
| 5   | 25. Mai      | Indianapolis 500-Mile Race (Indianapolis) (O)                             | 500              | Scott Dixon       | Vítor Meira       | Marco Andretti    | Scott Dixon       | Marco Andretti    |
| 6   | 1. Juni      | ABC Supply A. J. Foyt Indy 225 (Milwaukee) (O)                            | 228,375          | Ryan Briscoe      | Scott Dixon       | Tony Kanaan       | Marco Andretti    | Scott Dixon       |
| 7   | 7. Juni      | Bombardier Learjet 550 (Fort Worth) (O)                                   | 331,74           | Scott Dixon       | Hélio Castroneves | Ryan Briscoe      | Scott Dixon       | Dan Wheldon       |
| 8   | 22. Juni     | Iowa Corn Indy 250 (Newton) (O)                                           | 223,5            | Dan Wheldon       | Hideki Mutoh      | Marco Andretti    | Scott Dixon       | Ryan Briscoe      |
| 9   | 28. Juni     | SunTrust Indy Challenge (Richmond) (O)                                    | 225              | Tony Kanaan       | Hélio Castroneves | Scott Dixon       | Tony Kanaan       | Tony Kanaan       |
| 10  | 6. Juli      | Camping World Indy Grand Prix at The Glen (Watkins Glen) (P)              | 202,2            | Ryan Hunter-Reay  | Darren Manning    | Tony Kanaan       | Ryan Briscoe      | Ryan Briscoe      |
| 11  | 12. Juli     | Firestone Indy 200 (Nashville) (O)                                        | 222,3            | Scott Dixon       | Dan Wheldon       | Hélio Castroneves | Hélio Castroneves | Tony Kanaan       |
| 12  | 20. Juli     | Honda Indy Grand Prix at Mid-Ohio (Lexington) (P)                         | 191,93           | Ryan Briscoe      | Hélio Castroneves | Scott Dixon       | Hélio Castroneves | Ryan Briscoe      |
| 13  | 26. Juli     | Rexall Edmonton Indy (Edmonton) (F)                                       | 179,543          | Scott Dixon       | Hélio Castroneves | Justin Wilson     | Ryan Briscoe      | Will Power        |
| 14  | 9. August    | Meijer Indy 300 (Sparta) (O)                                              | 296              | Scott Dixon       | Hélio Castroneves | Marco Andretti    | Scott Dixon       | Ed Carpenter      |
| 15  | 24. August   | PEAK Antifreeze & Motor Oil Indy Grand Prix of Sonoma County (Sonoma) (P) | 184,24           | Hélio Castroneves | Ryan Briscoe      | Tony Kanaan       | Hélio Castroneves | Hélio Castroneves |
| 16  | 31. August   | Detroit Indy Grand Prix (Detroit) (T)                                     | 180,09           | Justin Wilson     | Hélio Castroneves | Tony Kanaan       | Scott Dixon       | Justin Wilson     |
| 17  | 7. September | PEAK Antifreeze & Motor Oil Indy 300 (Joliet) (O)                         | 304              | Hélio Castroneves | Scott Dixon       | Ryan Briscoe      | Ryan Briscoe      | Justin Wilson     |
| **  | 26. Oktober  | Nikon Indy 300 (Surfers Paradise) (T)                                     | 167,7            | Ryan Briscoe      | Scott Dixon       | Ryan Hunter-Reay  | Will Power        | Dario Franchitti  |

- Erklärung: O: Ovalkurs, T: temporäre Rennstrecke (Stadtkurs), P: permanente Rennstrecke, F: Flugplatzkurs

* Von ehemaligen Champ-Car Teams mit Champ-Cars ausgetragen, es wurden aber die vollen Punkte an die Teams vergeben, welche in der IndyCar Series teilnahmen.
** In diesem Rennen wurden keine Punkte vergeben, da Joliet die Zusage hatte, den Saisonabschluss durchführen zu dürfen.

## Rennberichte

### 1. Rennen: Homestead-Miami Speedway
Beim Auftaktrennen in Miami gab es wie erwartet „zwei Welten“. Während die „alten“ IndyCar-Teams relativ dicht zusammen lagen, bildeten die ehemaligen Champ-Car-Teams weitgehend geschlossen das Ende des Feldes. Drei der erfahrenen IndyCar-Fahrer mussten jedoch von hinten starten: Die Vision-Fahrer Ed Carpenter und AJ Foyt IV wegen Unregelmäßigkeiten am Heckflügel und Dan Wheldon, da er nach einem Unfall im Ersatzauto starten musste. Graham Rahal war aufgrund eines Unfalls beim Test in Sebring, nachdem noch kein neues Auto wieder aufgebaut werden konnte, gar nicht am Start. Das vergleichsweise ereignislose Rennen gewann Scott Dixon; nur vier Fahrer waren am Ende in der Führungsrunde.

### 2. Rennen: Saint Petersburg

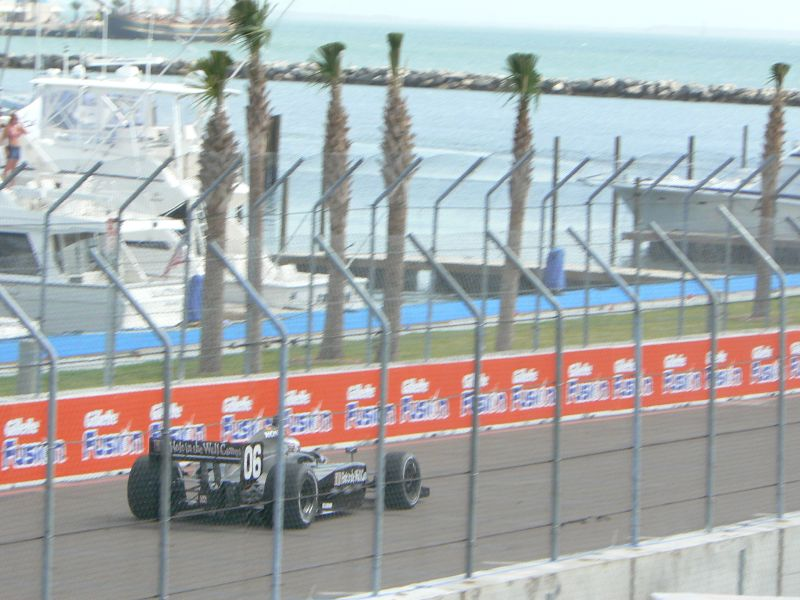
Rahal siegte bei seinem ersten Start

Das zweite Rennen in Florida startete nach starkem Regen unter Gelb und auch im weiteren Verlauf gab es sehr viele Zwischenfälle, so dass das Rennen letzten Endes über die 2-Stunden-Regel beendet wurde. Die Champ-Car-Teams waren hier absolut konkurrenzfähig, so dass mit Graham Rahal sogar einer von ihnen gewann – sein erstes IndyCar-Rennen überhaupt.

### 3. Rennen(A): Twin Ring Motegi

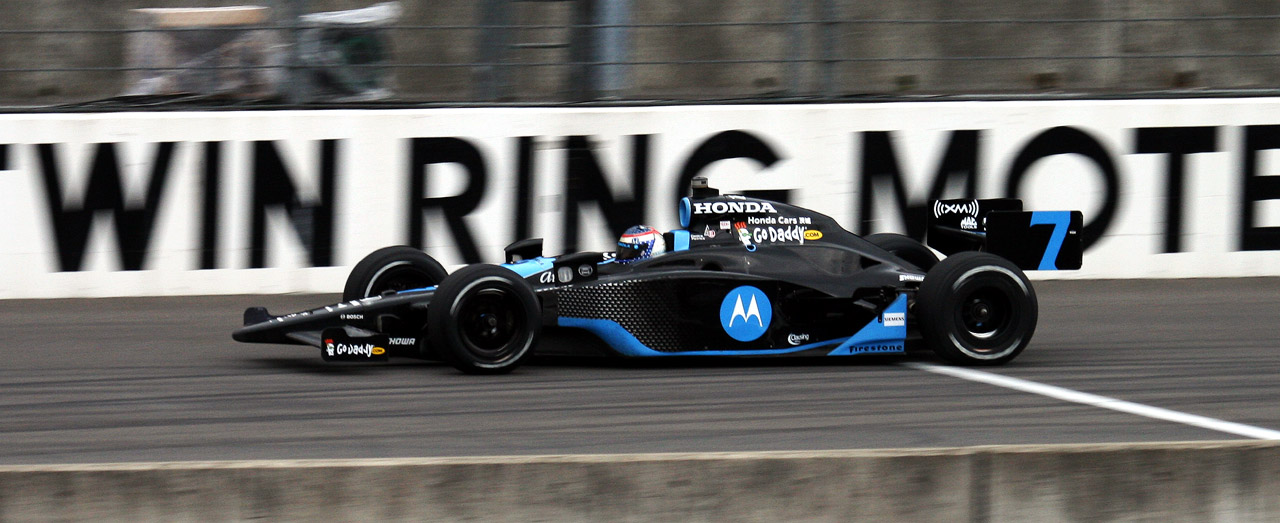
Erster Sieg einer Frau: Patrick gewann in Motegi

Das Japan-Rennen wurde ebenfalls von viel Regen begleitet, wodurch es gar kein Qualifikationstraining gab und auch das Rennen selbst verschoben werden musste. Die Startaufstellung ergab sich daher nach dem Meisterschaftsstand, wobei nur die etablierten IndyCar-Teams am Start waren. Gaststarter war Roger Yasukawa für Beck Motorsports, der allerdings konstant der langsamste war. Die ehemaligen Champ-Car-Teams hingegen veranstalteten einen Tag später ihr Abschiedsrennen. Für beide Rennen wurden volle Punkte vergeben. Das Rennen gewann Danica Patrick durch eine schlaue Boxenstrategie. Um einen weiteren Boxenstopp zu sparen, hatte sie bewusst deutlich schlechtere Rundenzeiten in Kauf genommen. Während sie so „nur“ eine halbe Runde Rückstand auf die Spitze hatte, mussten alle anderen noch einmal zum Stopp, was mindestens eine ganze Runde kostet.

### 3. Rennen(B): Long Beach

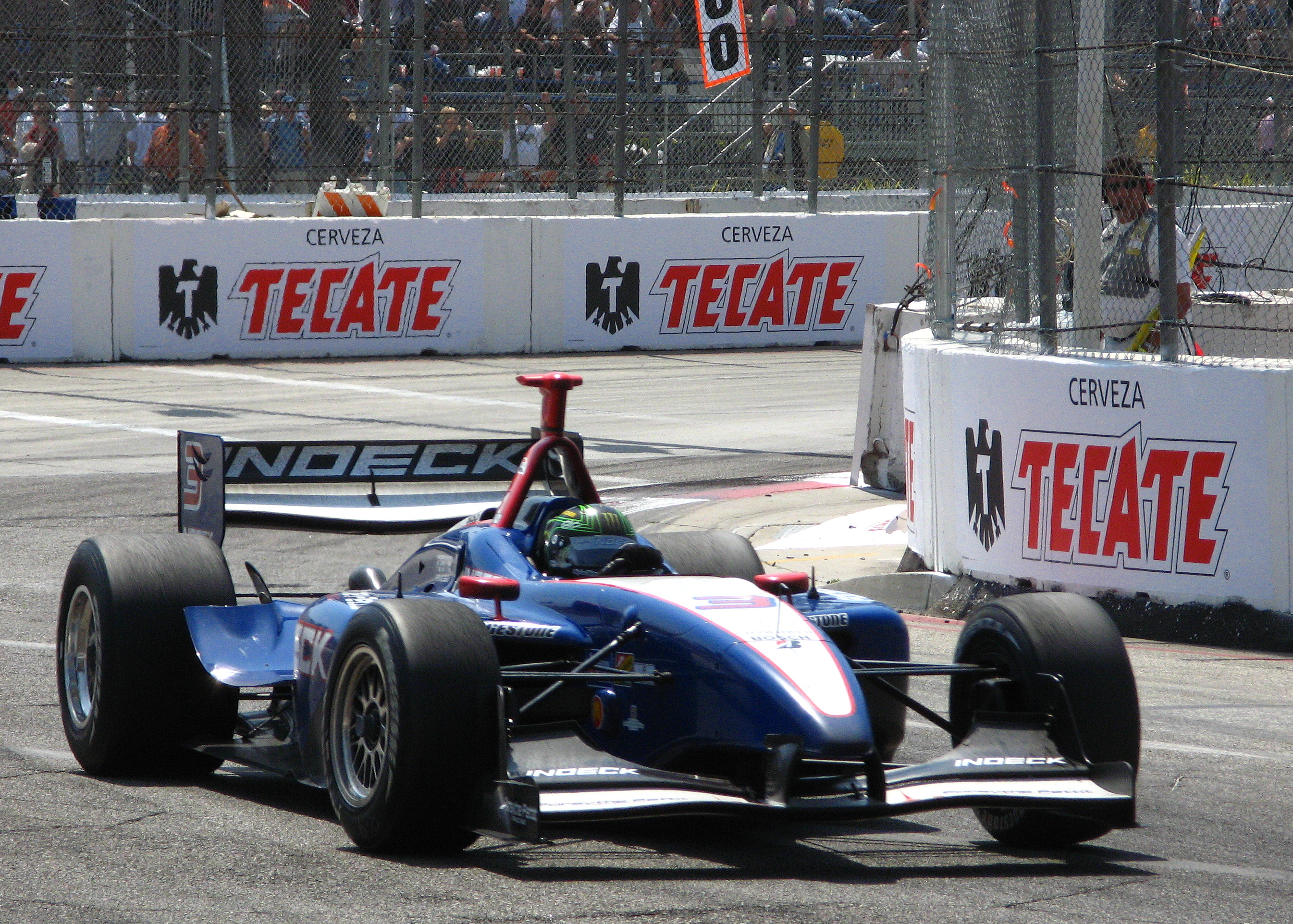
Tracy im letzten Champ-Car-Rennen

Das Abschiedsrennen der ChampCars fand einen Tag nach dem Japan-Rennen nur mit den ehemaligen Champ-Car-Teams statt. Da hier zudem einige Teams am Start waren, die in der IndyCar-Saison nicht angetreten sind, entstand ein Feld von 20 Fahrzeugen; mehr als die meiste Zeit am Ende der Champ-Car-Serie. Das komplett nach den alten Regeln ausgetragene Rennen gewann Will Power überlegen.

### 4. Rennen: Kansas Speedway
Das Rennen in Kansas blieb weitgehend ereignislos. Auch hier dominierten wieder die etablierten Teams, wobei der Abstand langsam enger wurde. Gewinner war Dan Wheldon. In Vorbereitung auf das Indy 500 war Tomas Scheckter und Luzco Dragon Racing zum ersten Mal am Start.

### 5. Rennen: Indy 500
siehe Indianapolis 500 2008

### 6. Rennen: Milwaukee Mile
In Milwaukee, eine Woche nach dem Indy 500 waren, wie schon in Kansas, 27 Autos am Start, was einige Anpassungen in der Boxengasse erforderte; die Strecke ist eigentlich nur auf 26 IndyCars ausgelegt. Gaststarter war diesmal Mario Domínguez für Pacific Coast Motorsports. Das Rennen selbst endete aufgrund einer Kollision zwischen Marco Andretti, Ed Carpenter und Vitor Meira kurz vor Schluss unter Gelb und wurde von Ryan Briscoe gewonnen, der damit der vierte Fahrer im siebten Rennen war, der seinen ersten IndyCar-Sieg überhaupt feiert. Insgesamt war dies der 300ste Sieg von Penske Racing über alle Rennserien zusammen.

### 7. Rennen: Texas Motor Speedway
In Texas wuchs das Feld noch einmal, auf jetzt 28 Autos; Scheckter und Dominguez als Gaststarter. Die Fernsehübertragung bei ESPN2 war die erfolgreichste, die der Sender mit der IndyCar Series bis dato hatte. Auch dieses Rennen endete nach einem Unfall mit Marco Andretti unter Gelb; diesmal war er mit Ryan Hunter-Reay aneinandergeraten. Sieger war Scott Dixon.

### 8. Rennen: Iowa Speedway
In Iowa hatte es bereits die gesamte Woche vor dem Rennen sehr stark geregnet, weshalb das Qualifikationstraining ausfallen musste. Die eher kleine Tribüne war dennoch ausverkauft. Während des Rennens zog zudem ein Gewitter in Richtung der Rennstrecke, so dass ständig mit einem Abbruch zu rechnen sein musste, was jedoch nicht passierte. Lange Zeit sah Tony Kanaan wie der sichere Sieger aus, bis er in der Mauer landete. Das Rennen gewann Dan Wheldon.

### 9. Rennen: Richmond International Raceway
Das Rennen in Richmond hatte vergleichsweise viele, jedoch für den Rennausgang nur wenig bedeutende Zwischenfälle. Einer der erwähnenswertesten Momente waren einige Führungsrunden von Jamie Camara, der sich in dem sonst eher für die letzten Startreihen üblichen Conquest-Auto sogar zeitweise gegen den späteren Sieger Tony Kanaan wehren konnte. Oriol Servia gelingt es hier als erstem und bisher einzigem Fahrer eines der ehemaligen Champ-Car-Teams ein Top-5-Ergebnis auf einem Oval zu erzielen.

### 10. Rennen: Watkins Glen

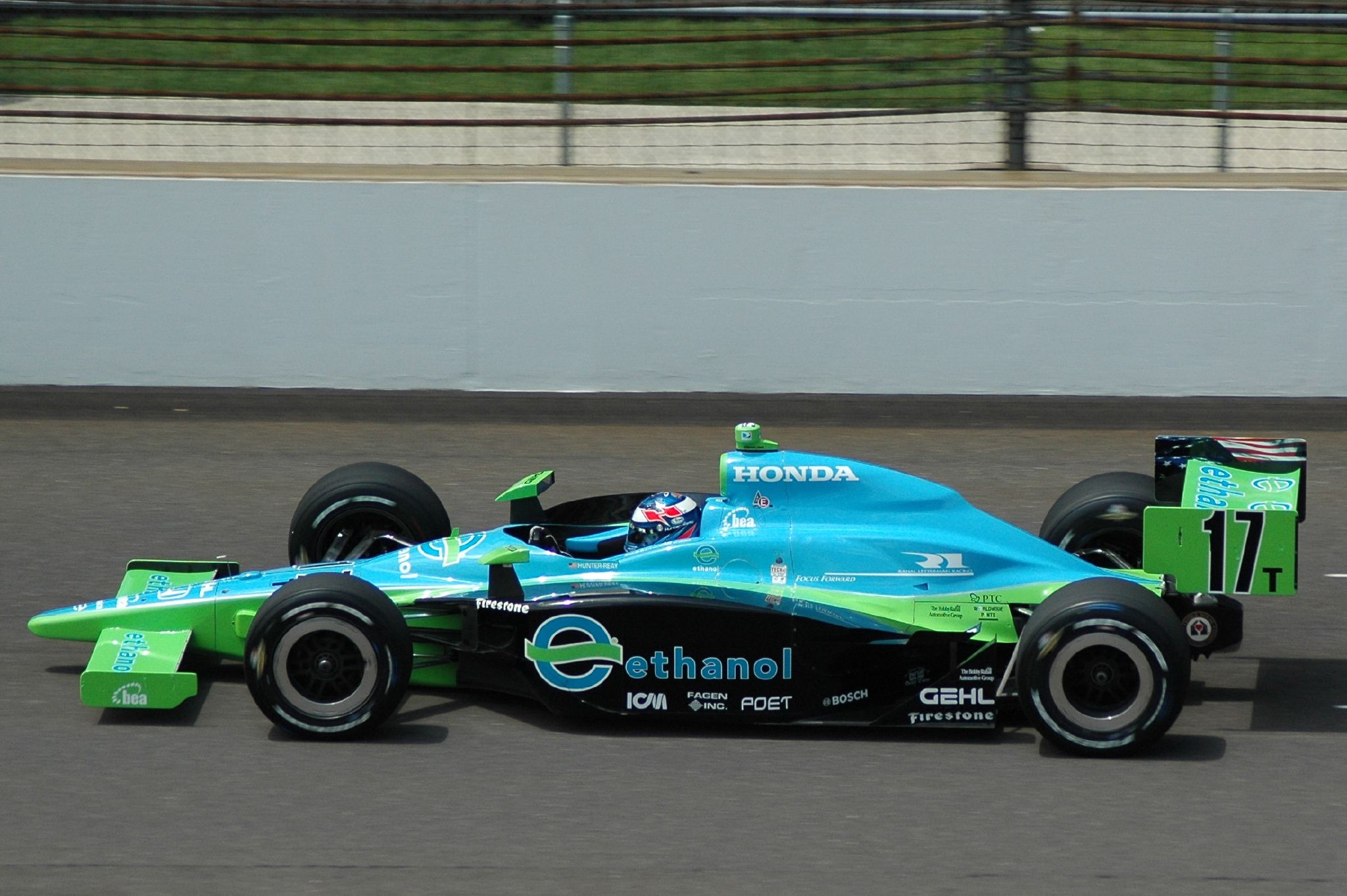
Sieger Hunter-Reay in Indianapolis

Das Rennen auf der Traditionsstrecke sah vor allem unglücklich agierende Topfahrer. Castroneves hatte technische Probleme, Wheldon kollidierte mit Darren Manning und fiel aus (Manning wurde hingegen zweiter), Dixon sammelte bei einem Dreher in Führung liegend den Zweiten Briscoe gleich mit ein, Vitor Meira endete, nachdem er von EJ Viso abgeklemmt wurde, im Reifenstapel und AJ Foyt IV hatte ähnliches Pech mit Milka Duno. Dazu gab es noch diverse Abflüge von ex-Formel-1-Fahrer Enrique Bernoldi. Letzten Endes gewann Ryan Hunter-Reay (der fünfte Premierensieger der Saison) vor Darren Manning und Tony Kanaan.

### 11. Rennen: Nashville
Das buckelige Beton-Oval in Nashville hatte Mitte Juli sein letztes IndyCar-Rennen. Bereits nach wenigen Runden machte Marco Andretti Bekanntschaft mit den Bodenwellen und sammelte dabei Ryan Briscoe auf. Abgesehen von einem Unfall von Ryan Hunter-Reay sorgte jedoch eher das Wetter für Unterbrechungen. Zunächst war das Rennen zwischen Runde 139 und 152 wegen Regens neutralisiert um dann nach 171 Runden abgebrochen zu werden. Scott Dixon war der glückliche Gewinner; er war wegen eines Kommunikationsfehlers als einziger nicht bei der letzten Unterbrechung zum Boxenstopp gekommen. Wäre das Rennen doch neu gestartet worden, wäre Dixon daher wohl chancenlos gewesen. Mit nur 24 Startern hatte das Rennen das kleinste Feld der Saison: Das zweite Auto von Roth Racing ist seit diesem Rennen nicht mehr am Start gewesen und HVM musste wegen einer Mumps-Erkrankung von Ernesto Viso pausieren.

### 12. Rennen: Mid-Ohio Sports Car Course
In Mid-Ohio ging der Großteil des Feldes mit Regenreifen in die ersten Runden, nachdem es Stunden zuvor heftig geregnet hatte. Doch schon nach wenigen Kurven war klar, dass die Regenreifen nur bedingt tauglich waren für die schnell abtrocknende Strecke und bis zu Runde sechs wechselten alle Fahrer auf Slick-Reifen. Beim Neustart nach einer Gelblichtphase, ausgelöst durch einen Dreher von Milka Duno in der 39. Runde, touchierte Mario Dominguez das Hinterrad von Justin Wilson, wodurch eine Kettenreaktion ausgelöst wurde, in der Dan Wheldon, Marco Andretti und AJ Foyt IV involviert waren. An der Spitze konnte Ryan Briscoe seine Führungsposition ausbauen und siegte schließlich sieben Sekunden vor seinem Teamkollegen Hélio Castroneves.

### 13. Rennen: Edmonton
In Kanada gewann Scott Dixon vor Hélio Castroneves, der eigentliche Star des Rennens war aber ein Gaststarter. Paul Tracy war mit einem dritten Vision-Auto und Subway als Sponsor am Start und belegte einen mehr als eindrucksvollen vierten Platz; die beiden anderen Autos des Teams landeten hingegen auf den Plätzen 12 und 13.

### 14. Rennen: Kentucky Speedway
Beim Ovalrennen in Kentucky fiel lange Zeit vor allem Vitor Meira auf, der sich immer wieder an die Spitze arbeiten konnte. Die Führung wechselte mehrfach zwischen diversen Top-Fahrern hin und her, am Ende wiederholte sich jedoch das Ergebnis aus Edmonton: Dixon vor Castroneves. Dahinter Marco Andretti, Meira und Oriol Servia. Gaststarter war Sarah Fisher im eigenen Team, mit dem sie schon im Indy am Start gewesen ist.

### 15. Rennen: Infineon Raceway
Das Rennen in Sonoma wäre für Scott Dixon die erste Möglichkeit gewesen, die Meisterschaft zu gewinnen. Penske Racing, deren Fahrer Hélio Castroneves der einzige ernstzunehmende Konkurrent ist, hatte zudem einen kompletten LKW mit Ausrüstung und zwei Fahrzeugen durch ein Feuer verloren. Doch sowohl das Qualifikationstraining wie auch das Rennen dominierten die beiden Penske-Autos eindrucksvoll: Platz 1 und 2 in der Startaufstellung und Doppelsieg. Dixon hingegen patzte mit Rang 12.

### 16. Rennen: Detroit

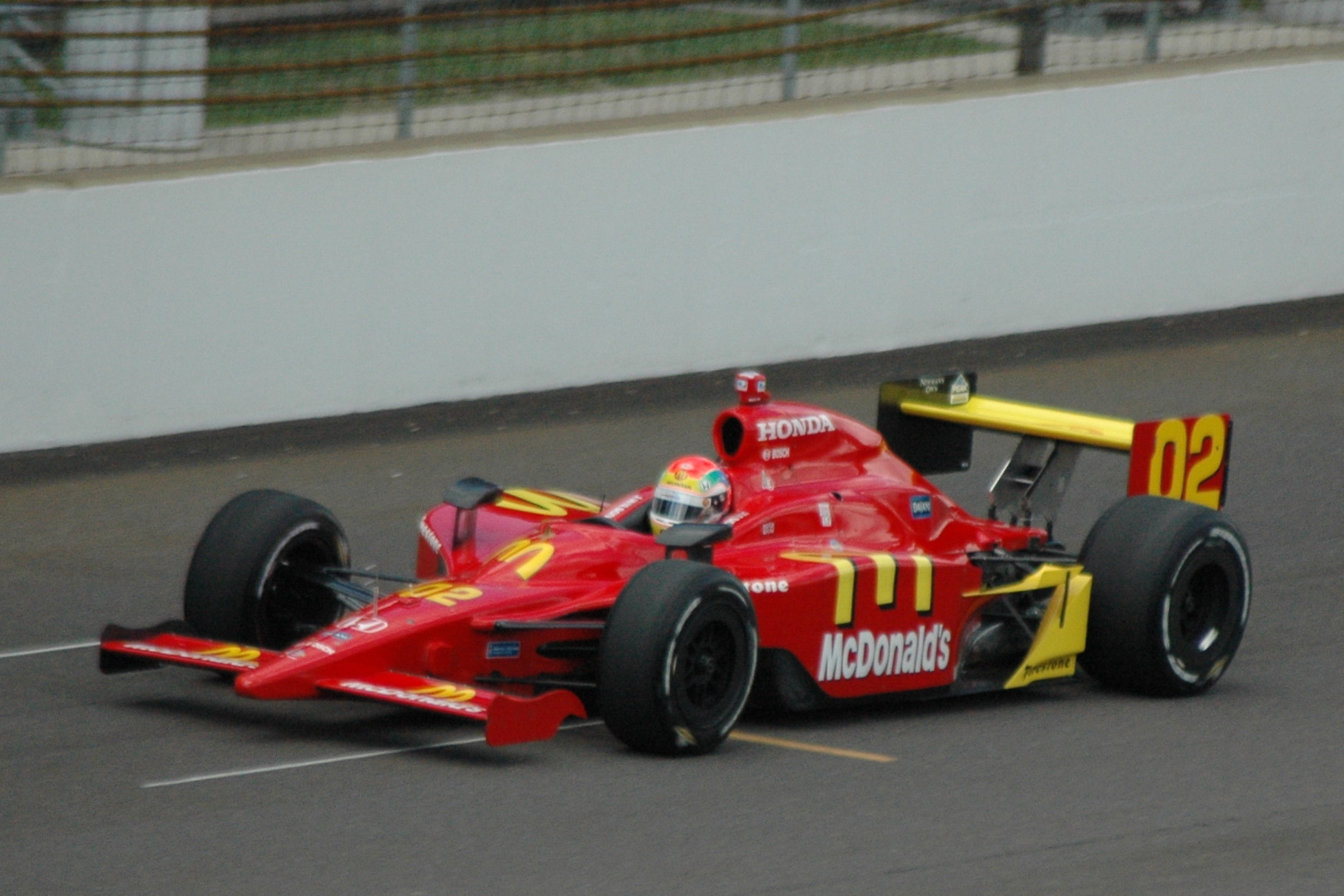
Sieger Wilson in Indianapolis

Auch in Detroit sah Dixon, der von der Pole-Position gestartet war, nach einem frühen Boxenstopp nicht glücklich aus, wurde aber am Ende fünfter. Hélio Castroneves dominierte das Rennen, musste aber aufgrund einer umstrittenen Entscheidung der Rennleitung Justin Wilson kurz vor Schluss vorbeilassen, da er diesen geblockt hatte. Wilson war damit der sechste Premierensieger der Saison. Es war der letzte Sieg von Newman/Haas/Lanigan Racing, den Paul Newman noch selbst erleben konnte.

### 17. Rennen: Chicagoland Speedway
Beim Saisonfinale waren erneut 28 Autos am Start, darunter Scheckter, Fisher und Frank Perera (für Foyt). Castroneves wurde die Qualifikationszeit aberkannt, nachdem er als einziger die weiße Linie an der Innenseite überfahren und so abgekürzt hatte. Hierdurch musste er von ganz hinten starten, konnte sich im Rennen aber sehr schnell nach ganz vorne arbeiten. Das Rennen entwickelte sich extrem eng, so fuhren Castroneves, Brisoe und Wheldon drei Runden lang zu dritt nebeneinander mit Zeitabständen im Bereich von 1/1000 Sekunden. Castroneves und Wheldon setzten dieses einige Zeit lang zu zweit fort; teilweise mit vier oder fünf Führungswechseln in einer Runde. Auf den Plätzen dahinter lief es kaum anders, praktisch das gesamte Feld fuhr in zweier- und dreier-Reihen. Zum Ende gab es passend ein Foto-Finish: Castroneves gewann mit 0,0033 Sekunden Vorsprung auf Dixon im zweitengsten Zieleinlauf aller Zeiten.

### 18. Rennen: Surfers Paradise

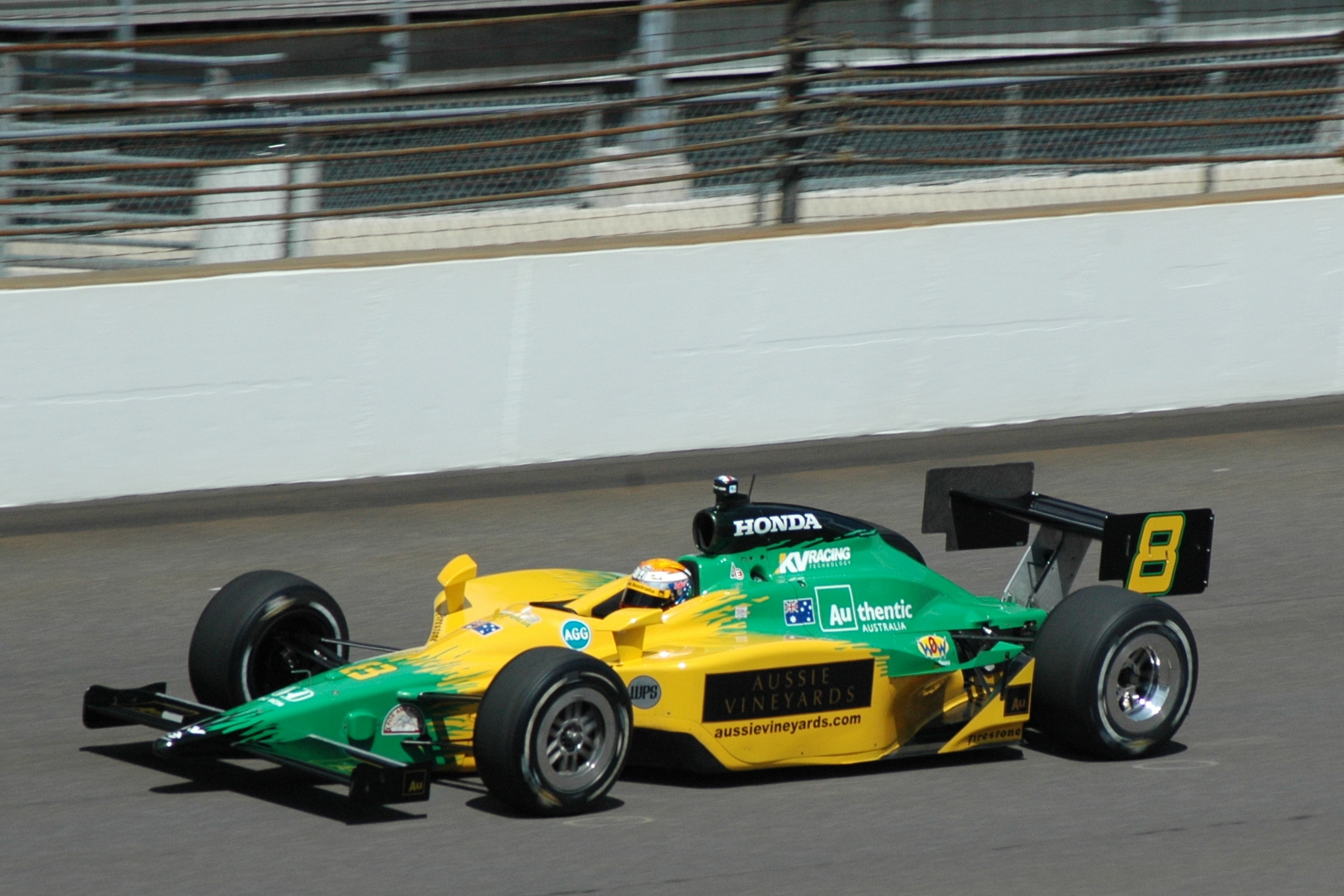
Power führte bis zu seinem Ausfall alle 16 Runden an

Das Rennen in Australien musste ohne Meisterschaftspunkte auskommen; das Starterfeld war dennoch, mit Ausnahme von Marty Roth, der sein Team zwischenzeitlich geschlossen hat, voll besetzt. Zudem fuhren Vitor Meira, Dan Wheldon und NASCAR-Rückkehrer Dario Franchitti bereits für ihre neuen Teams, für die sie auch 2009 am Start sein werden. Sämtliche Trainingssitzungen wurden von Will Power überlegen dominiert – zeitweise war er über eine Sekunde schneller als der Rest des Feldes. Ähnlich begann das Rennen, in dem Power teilweise vier Sekunden Vorsprung auf Ryan Briscoe hatte. Später leistete er sich jedoch einen Fahrfehler, durch den die Aufhängung beschädigt wurde und er ausfiel. Als Ergebnis gewann Briscoe das Rennen vor Scott Dixon. Neben den drei „Einheimischen“ fielen vor allem zwei Fahrer positiv auf: Dario Franchitti mit einem vierten Platz in Qualifikationstraining und einigen Führungsrunden und Alex Tagliani, der mit Rang vier und ebenfalls einigen Führungsrunden das beste Ergebnis des Teams in der gesamten Saison erzielte – abgesehen von zwei Erfolgen zu Saisonbeginn war sonst Rang 14 das höchste.

## Fahrerwertung
| Platz | Fahrer            | Team                       | HOM | STP | MOT | LBE | KAN | IND | MIL | TEX | IOW | RIC | WAT | NAS | MID | EDM | KEN | SON | DET | CHI | Punkte |
| ----- | ----------------- | -------------------------- | --- | --- | --- | --- | --- | --- | --- | --- | --- | --- | --- | --- | --- | --- | --- | --- | --- | --- | ------ |
| 1     | Scott Dixon       | Chip Ganassi Racing        | 50  | 12  | 38  | –   | 38  | 53  | 43  | 50  | 32  | 35  | 19  | 50  | 35  | 50  | 53  | 18  | 30  | 40  | 646    |
| 2     | Hélio Castroneves | Penske Racing              | 32  | 40  | 40  | –   | 32  | 32  | 30  | 43  | 19  | 40  | 14  | 35  | 40  | 43  | 40  | 53  | 43  | 53  | 629    |
| 3     | Tony Kanaan       | Andretti Green Racing      | 24  | 35  | 30  | –   | 40  | 10  | 35  | 30  | 12  | 53  | 35  | 35  | 26  | 22  | 24  | 35  | 35  | 32  | 513    |
| 4     | Dan Wheldon       | Chip Ganassi Racing        | 35  | 18  | 32  | –   | 50  | 18  | 32  | 32  | 50  | 32  | 12  | 40  | 13  | 26  | 30  | 32  | 12  | 28  | 492    |
| 5     | Ryan Briscoe      | Penske Racing              | 12  | 12  | 22  | –   | 26  | 12  | 50  | 35  | 26  | 15  | 21  | 12  | 53  | 28  | 26  | 40  | 22  | 35  | 447    |
| 6     | Danica Patrick    | Andretti Green Racing      | 28  | 20  | 50  | –   | 12  | 12  | 22  | 20  | 28  | 28  | 16  | 30  | 18  | 12  | 19  | 30  | 14  | 20  | 379    |
| 7     | Marco Andretti    | Andretti Green Racing      | 43  | 10  | 12  | –   | 30  | 35  | 12  | 12  | 35  | 22  | 30  | 12  | 10  | 13  | 35  | 16  | 12  | 24  | 363    |
| 8     | Ryan Hunter-Reay  | Rahal Letterman Racing     | 26  | 13  | 26  | –   | 12  | 28  | 15  | 12  | 24  | 14  | 50  | 12  | 20  | 24  | 22  | 12  | 28  | 22  | 360    |
| 9     | Oriol Servià      | KV Racing                  | 18  | 26  | –   | 30  | 19  | 19  | 28  | 10  | 14  | 30  | 12  | 14  | 30  | 30  | 18  | 15  | 32  | 13  | 358    |
| 10    | Hideki Mutoh      | Andretti Green Racing      | 12  | 28  | 19  | –   | 28  | 26  | 18  | 28  | 40  | 17  | 22  | 16  | 22  | 10  | 12  | 17  | 19  | 12  | 346    |
| 11    | Justin Wilson     | Newman/Haas/Lanigan Racing | 15  | 22  | –   | 12  | 22  | 10  | 26  | 10  | 18  | 26  | 10  | 12  | 19  | 35  | 12  | 22  | 50  | 19  | 340    |
| 12    | Will Power        | KV Racing                  | 10  | 24  | –   | 53  | 10  | 17  | 16  | 17  | 22  | 10  | 15  | 19  | 32  | 12  | 10  | 10  | 24  | 30  | 331    |
| 13    | Vítor Meira       | Panther Racing             | 20  | 12  | 14  | –   | 12  | 40  | 12  | 26  | 15  | 12  | 12  | 28  | 28  | 12  | 32  | 26  | 13  | 10  | 324    |
| 14    | Darren Manning    | A. J. Foyt Enterprises     | 17  | 17  | 24  | –   | 12  | 22  | 17  | 10  | 12  | 18  | 40  | 22  | 24  | 20  | 12  | 12  | 18  | 26  | 323    |
| 15    | Ed Carpenter      | Vision Racing              | 30  | 12  | 28  | –   | 20  | 30  | 12  | 22  | 12  | 19  | 13  | 24  | 15  | 17  | 28  | 12  | 16  | 10  | 320    |
| 16    | Buddy Rice        | Dreyer & Reinbold Racing   | 19  | 15  | 18  | –   | 12  | 24  | 20  | 24  | 12  | 12  | 32  | 26  | 12  | 19  | 20  | 19  | 12  | 10  | 306    |
| 17    | Graham Rahal      | Newman/Haas/Lanigan Racing | –   | 53  | –   | 17  | 18  | 10  | 10  | 19  | 20  | 12  | 24  | 18  | 14  | 10  | 10  | 24  | 17  | 12  | 288    |
| 18    | Ernesto Viso      | HVM Racing                 | 13  | 32  | –   | 22  | 16  | 10  | 24  | 16  | 17  | 20  | 20  | –   | 12  | 15  | 17  | 28  | 12  | 12  | 286    |
| 19    | A.J. Foyt IV      | Vision Racing              | 22  | 19  | 15  | –   | 24  | 12  | 13  | 18  | 30  | 12  | 12  | 12  | 12  | 18  | 12  | 12  | 20  | 17  | 280    |
| 20    | Bruno Junqueira   | Dale Coyne Racing          | 12  | 12  | –   | 18  | 15  | 12  | 12  | 15  | 5   | 12  | 28  | 15  | 17  | 16  | 16  | 13  | 26  | 12  | 256    |
| 21    | Mario Moraes      | Dale Coyne Racing          | 14  | 14  | –   | 12  | 13  | 12  | 12  | 12  | 12  | 13  | 26  | 20  | 12  | 12  | 13  | 20  | 15  | 12  | 244    |
| 22    | Enrique Bernoldi  | Conquest Racing            | 12  | 30  | –   | 32  | 10  | 15  | 14  | 12  | 13  | 10  | 12  | 12  | 10  | 14  | 12  | 12  | –   | –   | 220    |
| 23    | Jaime Camara      | Conquest Racing            | –   | –   | –   | –   | 12  | 10  | 12  | 12  | 12  | 16  | 12  | 12  | 16  | 12  | 14  | 12  | 10  | 12  | 174    |
| 24    | Marty Roth        | Roth Racing                | 12  | 5   | 13  | –   | 10  | 10  | 5   | 12  | 5   | 12  | –   | 17  | 12  | 12  | 12  | 10  | 5   | 14  | 166    |
| 25    | Milka Duno        | Dreyer & Reinbold Racing   | 12  | –   | –   | –   | 14  | 12  | –   | 13  | 12  | –   | 12  | 13  | 12  | –   | 12  | –   | 12  | 16  | 140    |
| 26    | Townsend Bell     | Dreyer & Reinbold Racing   | –   | 12  | 20  | –   | –   | 20  | 19  | –   | –   | 24  | –   | –   | –   | 10  | –   | 12  | –   | –   | 117    |
| 27    | Mario Domínguez   | Pacific Coast Motorsports  | –   | –   | –   | 35  | –   | –   | 10  | 12  | –   | –   | 17  | –   | 12  | 12  | –   | 14  | –   | –   | 112    |
| 28    | Jay Howard        | Roth Racing                | 12  | 16  | 17  | –   | 17  | –   | –   | –   | –   | –   | 10  | –   | –   | –   | –   | –   | –   | –   | 72     |
| 29    | Franck Perera     | Conquest Racing            | 16  | 12  | –   | 28  | –   | –   | –   | –   | –   | –   | –   | –   | –   | –   | –   | –   | –   | 15  | 71     |
| 30    | John Andretti     | Roth Racing                | –   | –   | –   | –   | –   | 14  | 12  | 14  | 19  | 12  | –   | –   | –   | –   | –   | –   | –   | –   | 71     |
| 31    | Tomas Scheckter   | Luzco Dragon Racing        | –   | –   | –   | –   | 12  | 12  | –   | 10  | –   | –   | –   | –   | –   | –   | –   | 10  | 12  | 10  | 66     |
| 32    | Alex Tagliani     | Conquest Racing            | –   | –   | –   | 26  | –   | –   | –   | –   | –   | –   | –   | –   | –   | –   | –   | –   | 12  | 18  | 56     |
| 33    | Paul Tracy        | Vision Racing              | –   | –   | –   | 19  | –   | –   | –   | –   | –   | –   | –   | –   | –   | 32  | –   | –   | –   | –   | 51     |
| 34    | Sarah Fisher      | Sarah Fisher Racing        | –   | –   | –   | –   | –   | 10  | –   | –   | –   | –   | –   | –   | –   | –   | 15  | –   | –   | 12  | 37     |
| 35    | Roger Yasukawa    | Beck Motorsports           | –   | –   | 16  | –   | –   | –   | –   | –   | –   | –   | –   | –   | –   | –   | –   | –   | –   | –   | 16     |
| 36    | Davey Hamilton    | Vision Racing              | –   | –   | –   | –   | –   | 16  | –   | –   | –   | –   | –   | –   | –   | –   | –   | –   | –   | –   | 16     |
| 37    | Buddy Lazier      | Hemelgarn Racing           | –   | –   | –   | –   | –   | 13  | –   | –   | –   | –   | –   | –   | –   | –   | –   | –   | –   | –   | 13     |
| 38    | Alex Lloyd        | Rahal Letterman Racing     | –   | –   | –   | –   | –   | 10  | –   | –   | –   | –   | –   | –   | –   | –   | –   | –   | –   | –   | 10     |
| 39    | Jeff Simmons      | A.J. Foyt Racing           | –   | –   | –   | –   | –   | 10  | –   | –   | –   | –   | –   | –   | –   | –   | –   | –   | –   | –   | 10     |
| 40    | Franck Montagny   | Forsythe/Pettit Racing     | –   | –   | –   | 0 1 | –   | –   | –   | –   | –   | –   | –   | –   | –   | –   | –   | –   | –   | –   | 0      |

1 Franck Montagny wurde Zweiter in Long Beach, erhielt jedoch keine Punkte, weil er kein Stammfahrer der Indy-Car-Series 2008 war.